# FK Radnički Beograd
FK Radnički Beograd (Servisch: фк Радницки Београд) was een Servische voetbalclub uit de hoofdstad Belgrado. De club staat ook bekend onder de sponsornaam FK Radnički Jugopetrol.
In 1935/36 nam de club deel aan het kampioenschap van Joegoslavië dat in dat jaar voor de laatste keer via een knock-outfase beslecht werd. In de eerste ronde was stadsgenoot BSK Beograd een maatje te groot, BSK won later ook de titel.
Het volgende optreden in de hoogste klasse volgde pas in 1953. Met een 12de plaats kon met maar net de degradatie vermijden. In 1956 werd de club knap 3de, die plaats werd 2 seizoenen later nog eens herhaald. In 1959 werd nog de 4de plaats behaald maar daarna zakte de club weg en in 1961 degradeerde ze. In 1965 promoveerde de club opnieuw maar degradeerde onmiddellijk terug naar de 2de klasse. Daarna slaagde de club er niet meer in terug te keren naar de hoogste klasse.

## Radnicki in Europa
| Seizoen | Competitie | Ronde | Land                          | Club               | Score    |
| ------- | ---------- | ----- | ----------------------------- | ------------------ | -------- |
| 1958    | Donau Cup  | 1R    | Vlag van Hongarije            | Ferencvárosi TC    | 3-3, 2-1 |
|         |            | 1/4   | Vlag van Roemenië (1952-1965) | Stiinta Timisoara  | 4-2, 3-1 |
|         |            | 1/2   | Vlag van Joegoslavië          | Rode Ster Belgrado | 0-0, 1-2 |

## Recente eindstanden
| Seizoen | Comp.        | Pl.     | Wed | W  | G  | V  | DV | DT | Ptn | Beker               | Opmerking            |
| ------- | ------------ | ------- | --- | -- | -- | -- | -- | -- | --- | ------------------- | -------------------- |
| 1992/93 | 1            | 15      | 36  | 11 | 7  | 18 | 45 | 62 | 29  | ?                   | Gedegradeerd naar 1B |
| 1993/94 | 1B herst     | 3 (13)  | 18  | 7  | 6  | 5  | 32 | 24 | 20  | ?                   | Gepromoveerd naar 1A |
| 1993/94 | 1A lente     | 8       | 18  | 5  | 5  | 8  | 15 | 28 | 19  | ?                   | Gedegradeerd to 1B   |
| 1994/95 | 1B herfst    | 3 (13)  | 18  | 11 | 2  | 5  | 24 | 16 | 24  | ?                   | Gepromoveerd naar 1A |
| 1994/95 | 1A lente     | 10      | 18  | 3  | 3  | 12 | 20 | 39 | 15  | ?                   | Gedegradeerd naar 1B |
| 1995/96 | 1B herfst    | 6 (16)  | 18  | 6  | 4  | 8  | 29 | 32 | 22  | ?                   |                      |
| 1995/96 | 1B lente     | 10 (20) | 18  | 2  | 4  | 12 | 13 | 32 | 17  | ?                   | Gedegradeerd         |
| 1996-97 | 2            | ?       | ?   | ?  | ?  | ?  | ?  | ?  | ?   | ?                   |                      |
| 1997-98 | ?            | ?       | ?   | ?  | ?  | ?  | ?  | ?  | ?   | ?                   |                      |
| 1998-99 | 2 -Oost      | 11      | 21  | 8  | 2  | 11 | 34 | 34 | 26  | 1/16                | 1                    |
| 1999-00 | 2 -Noord     | 3       | 34  | 19 | 4  | 11 | 64 | 45 | 61  | 1/16                |                      |
| 2000-01 | 2 -Noord     | 3       | 34  | 19 | 7  | 8  | 58 | 25 | 64  | 1/16                |                      |
| 2001-02 | 2 -Noord     | 6       | 34  | 14 | 15 | 5  | 47 | 29 | 57  | 1/16                |                      |
| 2002-03 | 2 -Noord     | 3       | 33  | 18 | 7  | 8  | 63 | 38 | 61  | 1/8                 |                      |
| 2003-04 | 2 -Noord     | 1       | 36  | 27 | 5  | 4  | 77 | 25 | 86  | 1/8                 | Gepromoveerd         |
| 2004-05 | 1            | 12      | 30  | 10 | 5  | 15 | 33 | 38 | 35  | 1/16                | Teruggetrokken 2     |
| 2005-06 | 3 - Belgrado | 15      | 38  | 13 | 7  | 18 | 52 | 60 | 46  | 1/16                |                      |
| 2006-07 | 3 - Belgrado | 8       | 34  | 13 | 10 | 11 | 40 | 37 | 49  | niet gekwalificeerd |                      |

1 Competitie gestopt op 14 mei 1999 door NAVO aanvallen op Joegoslavië.
2 Trok zich terug wegens financiële problemen.

## Bekende spelers
- Marko Dević
- Nenad Mišković
- Saša Kovačević
- Milan Obradović
- Miroslav Savic
- Dragan Simeunović
- Dragan Vukmir